# Barbara Bain
Barbara Bain (Chicago, 13 de setembro de 1931) é uma atriz estadunidense. Ela é mais conhecida por seu papel como Cinnamon Carter na série de televisão Missão: Impossível, Bain ganhou três Emmy Awards consecutivos de melhor atriz dramática a partir de 1967. Outro papel de destaque na sua carreira foi como a Dra. Helena Russell em Espaço: 1999.